# Frauenhaus (Babenhausen)

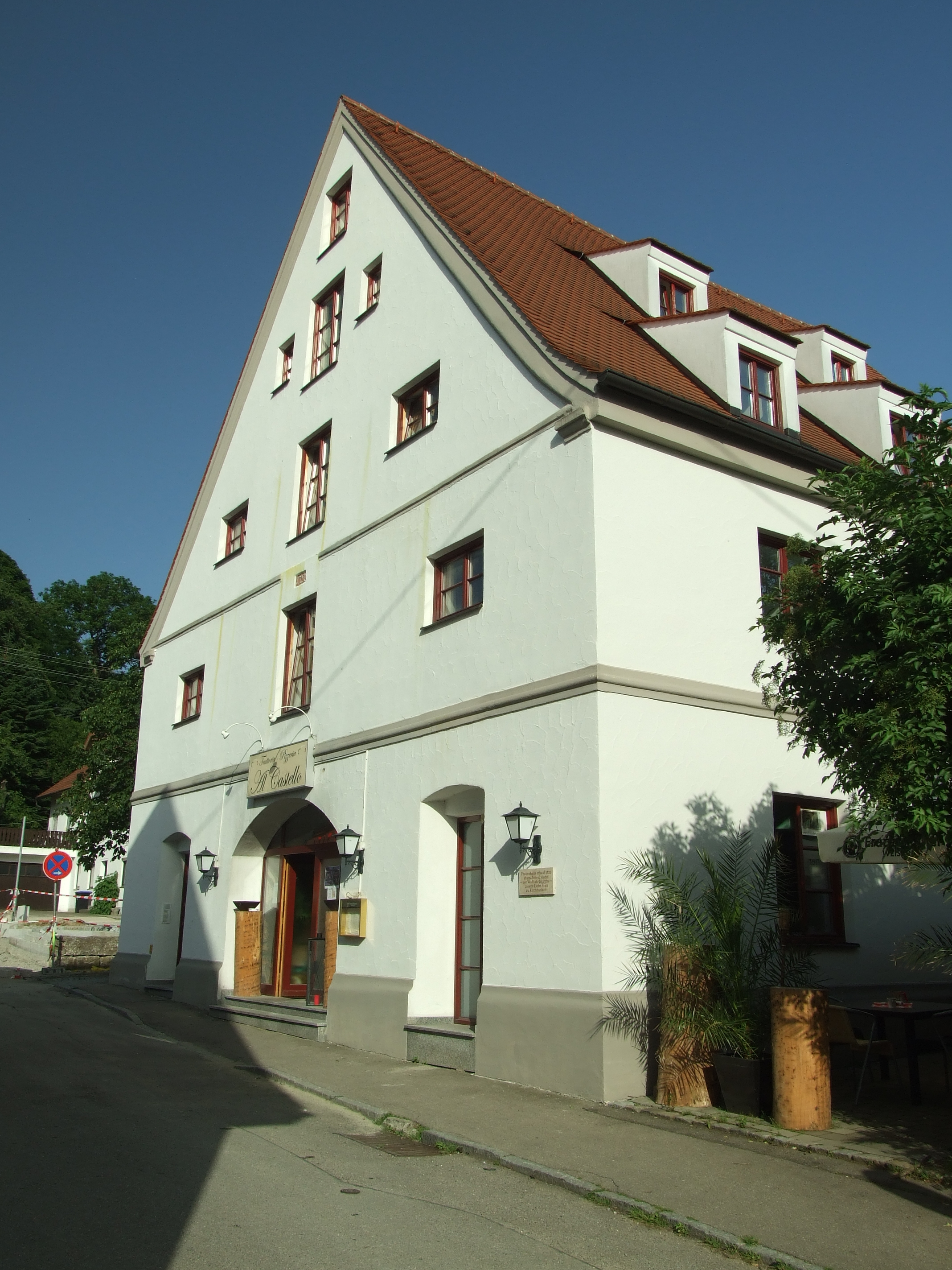
Sogenanntes Frauenhaus in Babenhausen

Das sogenannte Frauenhaus mit der Adresse Frauenstraße 1 im schwäbischen Babenhausen im Landkreis Unterallgäu (Bayern) ist ein denkmalgeschütztes Gebäude aus dem 18. Jahrhundert. Ursprünglich beherbergte das Gebäude den Zehentstadel der Wallfahrtskirche Unserer Lieben Frau in Kirchhaslach. Es ist als zweigeschossiger Bau mit Satteldach ausgeführt. Unter der Traufe verläuft ein profiliertes Gurt- bzw. Traufgesims. Eine breite, korbbogige Einfahrt ist in der Mitte der nördlichen Seite vorhanden, flankiert von zwei Stichbogentüren. Im Inneren befinden sich vier Schüttböden mit einer mittleren Stützenreihe, deren Kopfbügen geschweift und profiliert sind.